# فرودگاه دانشگاه لوئیز
فرودگاه دانشگاه لوئیز (به انگلیسی: Lewis University Airport) یک فرودگاه همگانی بهره‌برداری هوایی با کد یاتا LOT است که یک باند فرود بتن دارد و طول باند آن ۱۹۸۱ متر است. این فرودگاه در شهر شیکاگو کشور ایالات متحده آمریکا قرار دارد و در ارتفاع ۲۰۷ متری از سطح دریا واقع شده است.